# Krakor
Krakor es uno de los seis distritos que forman la provincia camboyana de Pursat, con una población estimada en marzo de 2008 de 82 902 habitantes. Está dividido en las siguientes  comunas (khum), que se muestran asimismo con población estimada de 2008:
- Anlong Tnaot 9,606
- Ansa Chambak 6,915
- Boeng Kantuot 5,700
- Chheu Tom 13,432
- Kampong Luong 5,828
- Kampong Pou 5,908
- Kbal Trach 8,137
- Ou Sandan 4,633
- Sna Ansa 4,570
- Svay Sa 6,553
- Tnaot Chum 11,620[1]